# Young Mazino
Christopher Young Kim, detto Young Mazino (Contea di Montgomery, 27 agosto 1991), è un attore statunitense. È noto soprattutto per il ruolo di Paul Cho nella serie Netflix Lo scontro (Beef), per la quale è stato nominato per il Primetime Emmy 2023 come miglior attore non protagonista in una serie o film limitato o antologico.

## Biografia
Christopher Young Kim è nato nel Maryland. È cresciuto a Silver Spring, nel Maryland, da due genitori immigrati coreani. Ha due sorelle più grandi. Suo padre emigrò negli Stati Uniti dalla Corea all'età di 16 anni. Mazino ha una cintura nera di primo grado nel taekwondo.
Ha frequentato l'Università del Maryland, nella contea di Baltimora, ma ha abbandonato gli studi e si è trasferito a New York City nel 2014 per frequentare lo Stella Adler Studio of Acting, dove si è formato per un anno. Prima del suo ruolo da protagonista in Lo scontro, Mazino è stato analista senior di business intelligence presso Fresh di LVMH per sei anni.
Mazino ha scelto il soprannome di "Young Mazino" come nome d'arte nel 2018. Il nome è una combinazione del vero secondo nome di Mazino e del nome di un personaggio dei fumetti, Urek Mazino di Tower of God creato dall'artista coreano S.I.U. Mazino ha spiegato di aver deciso di prendere un nome d'arte perché c'erano troppi attori con il suo vero cognome quando si è registrato alla Screen Actors Guild nel 2018.
Ha interpretato ruoli in diversi cortometraggi e programmi televisivi prima di essere scelto per il ruolo di protagonista nel ruolo del fratello minore di Steven Yeun, Paul, nella serie di successo Netflix Lo scontro, per la quale è stato nominato per il Primetime Emmy come miglior attore non protagonista in una serie o film limitato o antologico.
Nel gennaio 2024, è stato annunciato che Mazino si sarebbe unito al cast della seconda stagione della serie HBO The Last of Us nei panni di Jesse.

## Filmografia

### Cinema
- Digging, regia di Alvin Adadevoh (2013)
- Beneath Paradise, regia di Kiyun Sung (2015)
- The Destined King, regia di Kiyun Sung (2016)
- Foundation, regia di Gina Sodam Lee (2017)
- Fish Bones, regia di Joanne Mony Park (2018)
- Good Boy, regia di William Yu – cortometraggio (2022)
- Trinity's Triumph, regia di Michael J. Wickham (2023)
- Opus - Venera la tua stella (Opus), regia di Mark Anthony Green (2025)

### Televisione
- My Crazy Love – serie TV, episodio 1x03 (2014)
- Blindspot – serie TV, episodio 1x16 (2016)
- New Amsterdam – serie TV, 1 episodio (2018)
- Blue Bloods – serie TV, episodio 10x03 (2019)
- Tommy – serie TV, episodio 1x06 (2020)
- Prodigal Son – serie TV, episodio 1x16 (2020)
- Lo scontro (Beef) – serie TV, 10 episodi (2023)
- The Last of Us – serie TV, 6 episodi (2025)

## Doppiatori italiani
Nelle versioni in italiano delle opere in cui ha recitato, Young Mazino è stato doppiato da:
- Raffaele Carpentieri in Blue Bloods
- Samuele Torrigiani in Lo scontro
- Mattia Ward in Opus - Venera la tua stella
- Manuel Meli in The Last of Us